# Jones Chilengi
Jones Chilengi (ur. 30 stycznia 1955 – zm. 9 kwietnia 1999 w Hwange) – zambijski piłkarz grający na pozycji środkowego obrońcy.

## Kariera klubowa
Przez całą swoją karierę piłkarską Chilengi grał w klubie Green Buffaloes. Zadebiutował w nim w 1975 i grał w nim do 1986. Czterokrotnie wywalczył z nim mistrzostwo Zambii w sezonach 1975, 1977, 1979 i 1981.

## Kariera reprezentacyjna
W reprezentacji Zambii Chilengi zadebiutował w 1981 roku. W 1982 roku zajął z Zambią 3. miejsce w Pucharze Narodów Afryki 1982, jednak w tym turnieju nie rozegrał żadnego meczu. W 1986 roku powołano go na Puchar Narodów Afryki 1986. Rozegrał na nim trzy mecze grupowe: z Kamerunem (2:3), z Algierią (0:0) i z Marokiem (0:1). W kadrze narodowej grał do 1986 roku.